# Charles Beulé

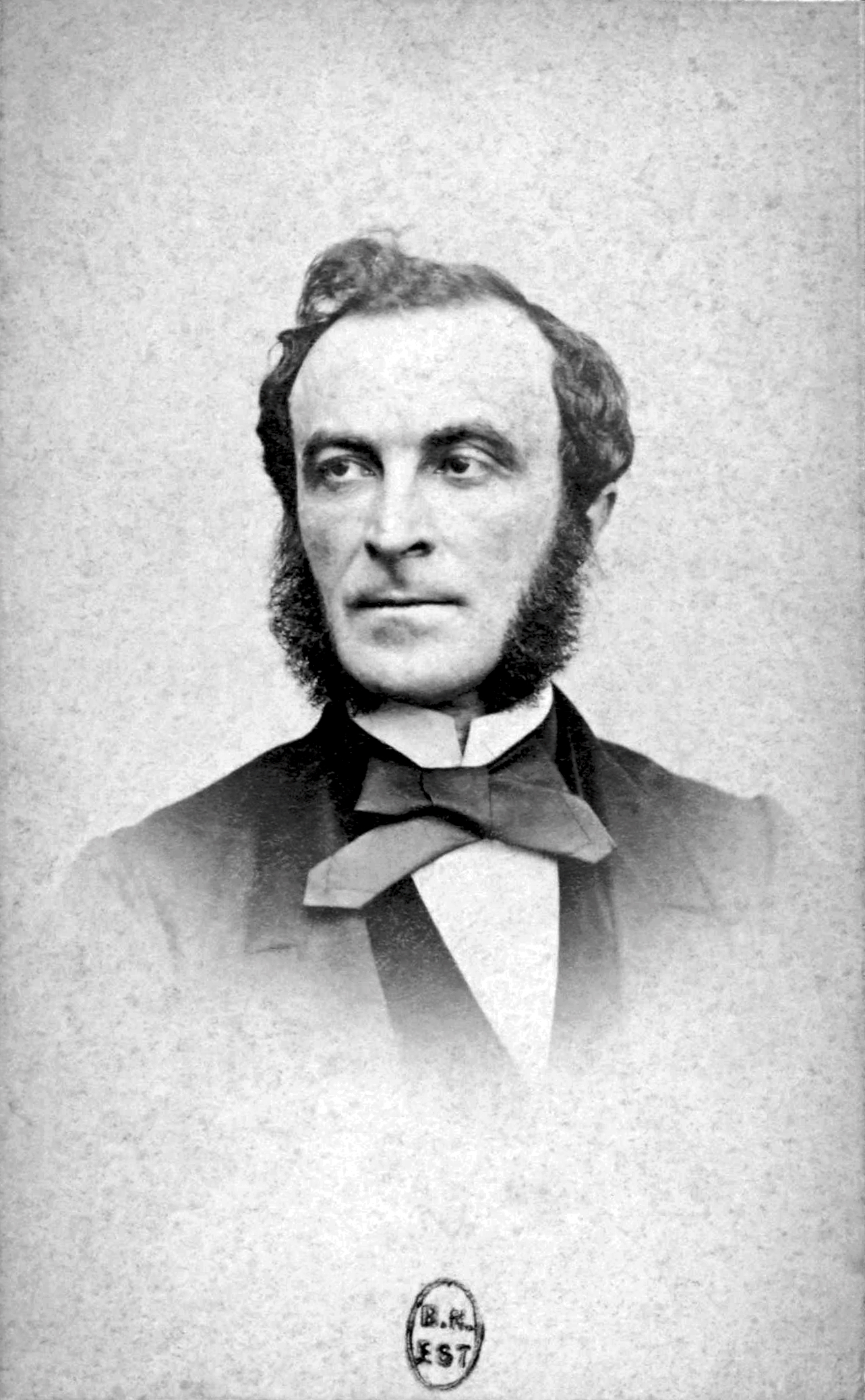
Charles-Ernest Beulé

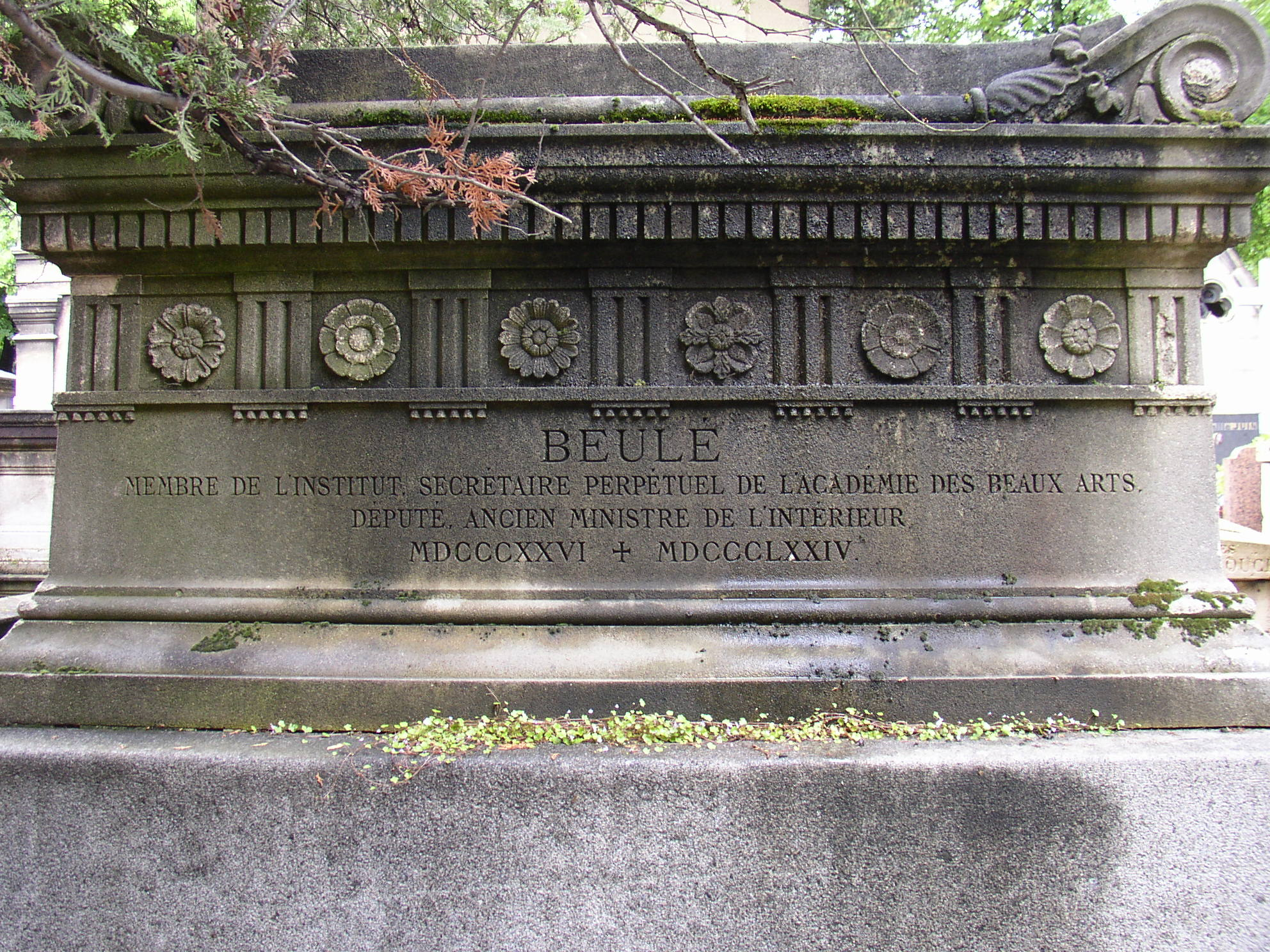
Grab auf dem Friedhof Père-Lachaise

Charles Ernest Beulé (* 29. Juni 1826 in Saumur, Département Maine-et-Loire; † 4. April 1874 in Paris) war ein französischer Politiker, Archäologe und Numismatiker.

## Leben
Beulé besuchte die École normale supérieure, wurde 1848 zum Lehrer am Lycée von Moulins ernannt und wurde ein Jahr später an die École française d’Athènes geschickt, wo er an der Akropolis bedeutende Funde machte, die ihm in der Fachwelt bekannt machten. Zurückgekehrt nach Frankreich übernahm den Lehrstuhl für Archäologie von Desiré-Raoul Rochette, unternahm Ausgrabungen in Karthago und wurde 1860 in die Académie des Inscriptions et Belles-Lettres aufgenommen und wurde 1862 zum Secrétaire perpétuel der Académie des Beaux-Arts.
Zum Ende des Deutsch-Französischen Kriegs wurde Beulé im Februar 1871 in die Nationalversammlung für das Département Maine-et-Loire gewählt und nahm dort unter den Orléanisten Platz. Nachdem Adolphe Thiers im Mai 1873 zurücktreten musste, wurde Beulé unter Patrice de Mac-Mahon in die Regierung aufgenommen und zum Innenminister ernannt. Aufgrund einer Reihe von politischen Fehlern musste er jedoch schon im November 1873 zurücktreten. Er war Ritter der Ehrenlegion.
Am 4. April 1874 wurde Beulé tot in seinem Bett aufgefunden, er hatte sich zwei Stiche mit einem Stilett zugefügt.

## Schriften
- Les Arts et la poésie à Sparte, sous la législation de Lycurgue (1853)
- L’Acropole d’Athènes (2 Bände, Paris 1853–1854) Digitalisat Uni Heidelberg
  - Neuausgabe 1862, eingeschränkte Vorschau in der Google-Buchsuche
- Études sur le Péloponèse (1855)
- Les Monnaies d’Athènes (1858)
- L’Architecture au siècle de Pisistrate (1860), Digitalisat auf Gallica, (als Artikelserie 1857–1858 in der Zeitschrift Revue générale de l’architecture et des travaux publics: journal des architectes, des ingénieurs, des archéologues, des entrepreneurs, des industriels du bâtiment, etc.; histoire, théorie, pratique, mélanges, Jahrgang 15 und 16 erschienen).
- Fouilles à Carthage (1861)
- Phidias, drame antique (1863)
- Auguste, sa famille et ses amis (1867)
- Causeries sur l’art (1867)
- Histoire de l’art grec avant Périclès (1868)
- Tibère et l’héritage d’Auguste (1868)
- Le Sang de Germanicus (1869)
- Titus et sa dynastie (1870)
- Le Drame du Vésuve (1872)
- Fouilles et découvertes résumées et discutées en vue de l’histoire de l’art (2 Bände, 1876)